# Календар Благовіста
Календар Благовіста (пол. Kalendarz Błahowista) — греко-католицький щорічник, видається з 1992 року в Гурово-Ілавецькому. Тематика журналу містить інформацію про історію, навчання та сучасне становище греко-католиків у Польщі. Журнал виходить українською мовою. Ініціатором створення часопису був парох греко-католицької парафії в Гурові-Ілавецькому о. Юліан Ґбур. Наразі головним редактором є Богдан Тхорж, який також є головним редактором щомісячника Благовіст.